# Нижнее Чекурское
Нижнее Чекурское (тат. Түбән Чәке) — село в составе Нижнечекурского сельского поселения Дрожжановского района Татарстана.

## География
Около села протекает река Мемяш.

## История
В «Списке населенных мест по сведениям 1859 года», изданном в 1863 году, населённый пункт упомянут как лашманская деревня Нижнее Чекурское 1-го стана Буинского уезда Симбирской губернии. Располагалась на правом берегу реки Аксы, по правую сторону торговой дороги в село Астрадамовку Алатырского уезда, в 75 верстах от уездного города Буинска и в 38 верстах от становой квартиры во владельческой деревне Малая Цыльна. В деревне, в 61 дворе проживали 593 человека (316 мужчин и 277 женщин), была мечеть.

## Транспорт
Около села проходит автодорога Старое Дрожжаное — Нижнее Чекурское — Татарские Шатрашаны.

## Известные уроженцы
- Абулханов, Мухарям Камалдинович (род. 1931) — полный кавалер ордена Трудовой Славы.